# Scaphocalyx
Scaphocalyx is een geslacht uit de familie Achariaceae. Het geslacht telt een soort die voorkomt in tropisch Azië.

## Soorten
- Scaphocalyx spathacea Ridl.